# Pola (Samoa américaines)
Pour les articles homonymes, voir Pola.
Pola est une île de l'océan Pacifique relevant des Samoa américaines. Entièrement protégée au sein du parc national des Samoa américaines, elle est séparée de la côte nord de Tutuila par le détroit de Vai'ava, un National Natural Landmark.